# Sichtigvor
Sichtigvor is een plaats in de Duitse gemeente Warstein, deelstaat Noordrijn-Westfalen, en telt 2063 inwoners (2014).
Het dorp is in de 17e eeuw ontstaan als nederzetting voor dienstpersoneel van een nabijgelegen commanderij van de Duitse Orde. Na de Napoleontische tijd, toen de commanderij opgeheven werd, vonden veel dorpelingen een karig bestaan als thuis werkende smid van kettingen.
Ter herinnering hieraan werd in 1984 zo'n oude smidse nagebouwd. Van tijd tot tijd worden hier nog demonstraties van dit oude ambacht gegeven.
De ietwat merkwaardige naam van het dorp is te herleiden tot twee Duitse woorden, die in modern Duits seicht (ondiep, laag) en Fuhr (wagen, wagenvracht, karrenspoor, weg voor karren) luiden, dus ongeveer: laag gelegen karrenweg.
Het dorp leeft vooral van de land- en bosbouw.
Allagen · Belecke · Hirschberg · Mülheim · Niederbergheim · Sichtigvor · Suttrop · Waldhausen · Warstein